# Ред Оукс Мил (Њујорк)
Ред Оукс Мил (енгл. Red Oaks Mill) насељено је место без административног статуса у америчкој савезној држави Њујорк.

## Демографија
По попису из 2010. године број становника је 3.613, што је 1.317 (-26,7%) становника мање него 2000. године.
| Група             | 2000.         | 2010.         |
| Белци             | 4.262 (86,5%) | 2.918 (80,8%) |
| Афроамериканци    | 230 (4,7%)    | 225 (6,2%)    |
| Азијати           | 138 (2,8%)    | 133 (3,7%)    |
| Хиспаноамериканци | 249 (5,1%)    | 285 (7,9%)    |
| Укупно            | 4.930         | 3.613         |